# Omid Haji Noroozi

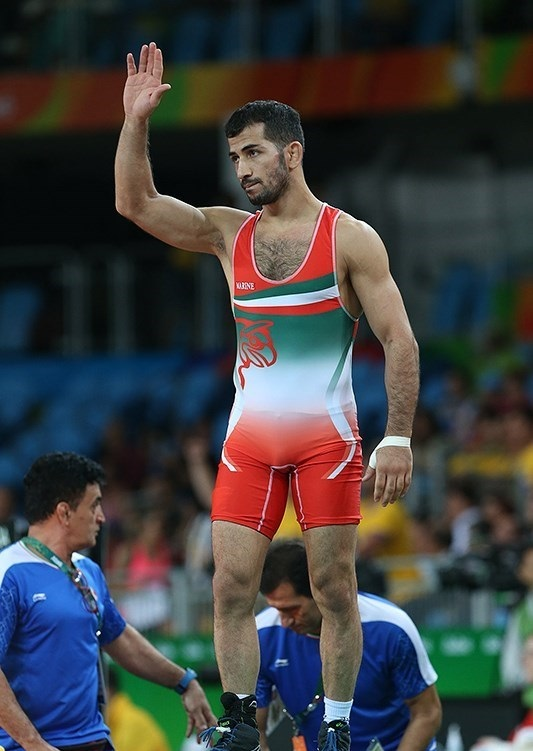
Omid Haji Noroozi

Omid Haji Noroozi (* 18. Februar 1986 in Schiras) ist ein iranischer Ringer. Er wurde 2011 Weltmeister und 2012 Olympiasieger im griechisch-römischen Stil im Federgewicht.

## Werdegang
Omid Haji Noroozi begann erst im Alter von 16 Jahren im Jahre 2002 mit dem Ringen. Er ist demnach ein ausgesprochener Spätstarter. Er ist Mitglied des Ringerclubs Takthi Shiraz. Sein Trainer ist Mohamad Ali Chamiani. Der 1,75 Meter große Athlet ist Sportstudent, lebt aber vom Ringen. Bedingt durch die Tatsache, dass er erst sehr spät zum Ringen kam, hat er im Juniorenalter noch keine herausragenden Resultate zu verzeichnen.
Die erste internationale Meisterschaft, bei der Omid Noroozi vom iranischen Ringerverband eingesetzt wurde, war gleich die Weltmeisterschaft 2009 in Herning/Dänemark. Er besiegte dort im Federgewicht zwei starke Ringer, nämlich Zhou Zhen aus China und Iwo Angelow aus Bulgarien, unterlag aber in seinem dritten Kampf gegen Rewas Laschchi aus Georgien. Da dieser das Finale nicht erreichte, schied er aus und kam auf den 10. Platz.
Im Jahre 2010 war er auch bei der Weltmeisterschaft in Moskau im Federgewicht am Start. Auch dort kam er zunächst zu zwei Siegen, nämlich über Aurelian Leciu aus Rumänien und über Saur Kuramagomedow aus Russland. Danach verlor er gegen Jung Ji-hyun aus Südkorea, schied aus und belegte den 9. Platz. Im gleichen Jahr konnte er aber dann doch noch seinen ersten Sieg bei einer internationalen Meisterschaft feiern. Er siegte bei den Asienspielen in Guangzhou/China, wobei er im Finale dieses Mal Jung Ji-hyun besiegte.
2011 gelang ihm dann auch der Titelgewinn bei der Weltmeisterschaft in Istanbul im Federgewicht. Auf dem Weg dazu besiegte er Konstantin Balizki, Ukraine, Saur Kuramagomedow, Sheng Jiang, China, Jung Ji-hyun und Almat Kebispajew aus Kasachstan. Den größten Erfolg in seiner Laufbahn feierte Omid Haji Noroozi dann bei den Olympischen Spielen 2012 in London, denn er wurde dort mit Siegen über Sheng Jiang, Iwo Angelow, Almat Kebispajew, Ryūtarō Matsumoto, Japan und Rewas Laschchi Olympiasieger.
Nach seinem Olympiasieg legte Omid Noroozi eine etwas längere Pause ein. Er startete erst wieder beim Golden-Grand-Prix in Baku im November 2013. Er kam dort im Leichtgewicht hinter Rasul Chunajew und Witali Rahimow, beide Aserbaidschan, auf den 3. Platz.

## Internationale Erfolge
| Jahr | Platz | Wettbewerb                                            | Gewichtsklasse | Ergebnisse |
| 2009 | 10.   | WM in Herning/Dänemark                                | Feder          | nach Siegen über Zhou Zhen, China und Iwo Angelow, Bulgarien und einer Niederlage gegen Rewas Laschchi, Georgien             |
| 2010 | 1.    | Welt-Cup in Jerewan                                   | Feder          | vor Rewas Laschchi und Rahman Bilici, Türkei                                                                                 |
| 2010 | 2.    | Golden-Grand-Prix in Tiflis                           | Leicht         | hinter Aibek Jensechanow, Kasachstan, vor Antoni Mamageischwili, Georgien und Darchan Bajachmeotw, Kasachstan                |
| 2010 | 5.    | Golden-Grand-Prix in Baku                             | Feder          | hinter Həsən Əliyev, Aserbaidschan, Eusebiu Diaconu, Rumänien, Fuad Alijew, Aserbaidschan und Stig André Berge, Norwegen     |
| 2010 | 9.    | WM in Moskau                                          | Feder          | nach Siegen über Aurelian Leciu, Rumänien und Saur Kuramagomedow, Russland und einer Niederlage gegen Jung Ji-hyun, Südkorea |
| 2010 | 1.    | Asien-Spiele in Guangzhou                             | Feder          | vor Jung Ji-hyun, Ravinder Singh, Indien und Ryūtarō Matsumoto, Japan                                                        |
| 2011 | 4.    | Welt-Cup in Minsk                                     | Feder          | hinter Jung Ji-hyun, Almat Kebispajew, Kasachstan und Həsən Əliyev                                                           |
| 2011 | 1.    | Giwi Kartosija & Wachtang-Balawadse-Turnier in Tiflis | Leicht         | vor Maradi Abuladse, Lascha Lolaschwili und Muchran Machutadse, alle Georgien                                                |
| 2011 | 1.    | WM in Istanbul                                        | Feder          | nach Siegen über Konstantin Baliski, Ukraine, Saur Kuramagomedow, Sheng Jiang, China, Jung Ji-hyun und Almat Kebispajew      |
| 2011 | 5.    | FILA-Test-Turnier in London                           | Leicht         | hinter Kim Hyeon-woo, Südkorea, Adam Kurak, Russland, Jarkko Ala-Huikku, Finnland und Artak Margerjan, Frankreich            |
| 2012 | 2.    | Yadegar-Imam-Cup in Qom                               | Leicht         | hinter Ali Esmaeli Mohammadi, Iran, vor Seiran Simonjan, Armenien und Maradi Abuladse                                        |
| 2012 | 1.    | Welt-Cup in Saransk                                   | Feder          | vor Artur Mkrtchjan, Armenien, Sakit Dschalilow, Aserbaidschan und Almat Kebispajew                                          |
| 2012 | Gold  | OS in London                                          | Feder          | nach Siegen über Sheng Jiang, Iwan Angelow, Almat Kebispajew, Ryutaro Matsumoto und Rewas Laschchi                           |
| 2013 | 3.    | Golden-Grand-Prix in Baku                             | Feder          | hinter Rasul Chunajew und Witali Rahimow, beide Aserbaidschan                                                                |

Erläuterungen
- alle Wettbewerbe im griechisch-römischen Stil
- OS = Olympische Spiele, WM = Weltmeisterschaft
- Federgewicht, Gewichtsklasse bis 60 kg, Leichtgewicht, bis 66 kg Körpergewicht